# یوهانس فرای
یوهانس فرای (آلمانی: Johannes Frey؛ زادهٔ ۱۲ نوامبر ۱۹۹۶) جودوکار اهل آلمان است.